# En Esur
En Esur (tiếng Hebrew: עין אסור, "suối cấm") hay Ein Asawir là một khu định cư Canaan thời đại đồ đồng ở miền nam Levant và đã trở thành một thành phố lớn trong khu vực này vào khoảng 5.000 năm trước. Các nhà khảo cổ học đã công bố phát hiện ra thành phố vào năm 2019, cùng với một ngôi đền 7.000 năm tuổi nằm trong thành phố. En Esur sẽ là một trong những thành phố lớn nhất thời bấy giờ trong khu vực. Địa điểm này ngày nay nằm ở quận Haifa thuộc miền bắc Israel.

## Phát hiện

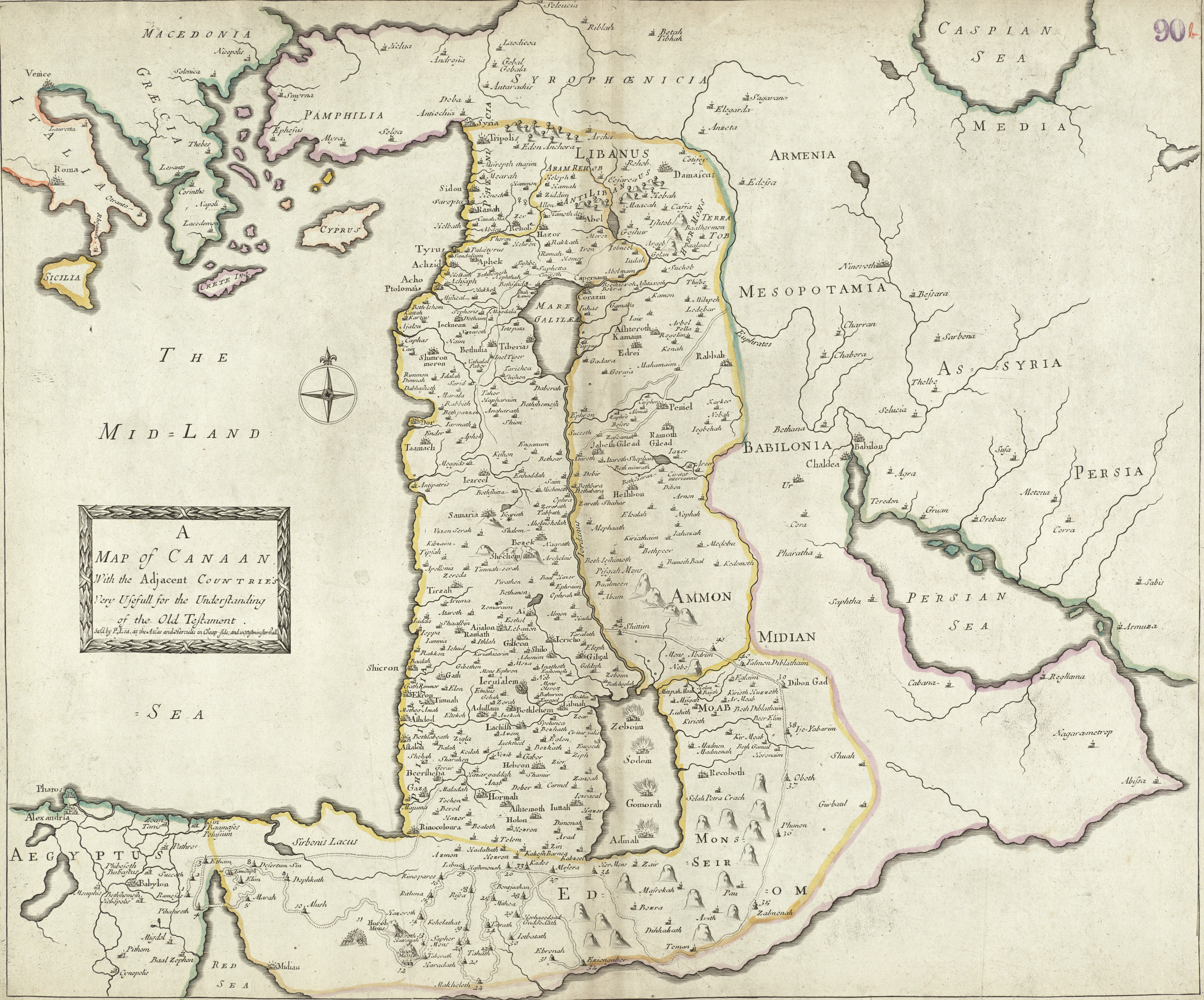
Một mô tả năm 1692 về Canaan, bởi Philip Lea.

En Esur lần đầu tiên được phát hiện trong quá trình chuẩn bị cho một dự án đường bộ gần thị trấn Harish, Israel, 50 km (31 mi) về phía bắc Tel Aviv. Các cuộc khai quật trong khu vực đã được tiến hành trước đó, bắt đầu từ đầu năm 2003. 
Địa điểm này nằm trong đồng bằng Sharon và bên dưới và ở phía nam của Tel Esur.
Trước khi khu phức hợp thành phố được phát hiện và công bố công khai, En Esur đã được các nhà khảo cổ chuyên nghiệp và các tình nguyện viên khai quật trong hơn hai năm rưỡi bắt đầu vào tháng 1 năm 2017, với sự nghiên cứu của các nhà khảo cổ học Itai Elad và [[Yitzhak Paz. Công trình được thực hiện bởi tổ chức nghiên cứu là một phần của Cơ quan Cổ vật Israel và được tài trợ bởi Netivei Israel, công ty cơ sở hạ tầng giao thông quốc gia của Israel. Trong quá trình khai quật, các nhà khảo cổ tìm thấy một ngôi đền trong thành phố được xây dựng khoảng 2.000 năm trước.
Trong một báo cáo về khám phá của họ, các nhà nghiên cứu đã gọi En Esur là "quốc tế" và "Thành phố New York của thời kỳ đồ đồng đầu tiên".

## Địa điểm
En Esur chiếm một diện tích hơn nửa km vuông (160 mẫu Anh) và có khoảng 6.000 cư dân. Điều này làm cho khu định cư lớn hơn nhiều so với Tel Megiddo và Jericho ở miền nam Israel và do đó là khu định cư lớn nhất ở miền nam Levant trong thời kỳ này, nhưng nó nhỏ hơn các thành phố ở Ai Cập và Mesopotamia. Nhà khảo cổ học Itai Elad tuyên bố rằng En Esur có kích thước gấp đôi các khu định cư lớn khác được biết đến trong khu vực.
Khu định cư dường như được hỗ trợ bởi hai dòng suối nước dồi dào, một tên là En Esur ở phía đông, và một dòng suối khác không được đặt tên ở phía tây nam. Khu định cư đã tồn tại ở ngã tư của hai dòng suối quan trọng này. Các nhà khảo cổ khai quật địa điểm này tin rằng thành phố đã được lên quy hoạch, và không chỉ bao gồm các đường phố, ngõ và quảng trường, mà còn có các cơ sở trữ và thoát nước, và một nghĩa trang. En Esur được bao quanh bởi những bức tường kiên cố cao 2 mét (6,6 feet). Những người khám phá ra nó đã gọi thành phố này là "megalopolis".
Khu vực này đã được tìm thấy khoảng bốn triệu cổ vật tổng thể, với hàng triệu mảnh gốm và công cụ đá lửa, và một số tàu đá bazan. Cư dân En Esur làm nông nghiệp và giao dịch với các khu vực và vương quốc khác. Dấu ấn niêm phong trên các công cụ chứng minh rằng những thứ này đã được mang đến thành phố từ Ai Cập.
Ngôi đền được tìm thấy trong thành phố được ước tính là 7.000 năm tuổi, có niên đại từ thời Chalcolithic. Ngôi đền nằm ở khu vực công cộng của thành phố, bao gồm một khoảng sân với một lượng đá khổng lồ để làm các nghi lễ và các bức tượng nhỏ đầu người và một người bên cạnh một con vật. Xương động vật bị đốt cháy được tìm thấy bên trong ngôi đền, cung cấp bằng chứng về các nghi lễ.
Các nhà nghiên cứu khai quật địa điểm này đã cho thấy quá trình đô thị hóa sớm trong nền văn minh Canaanite, và thành phố có thể đã sở hữu một "cơ chế hành chính" đáng kể. Haaretz mô tả địa điểm này là "lớn hơn nhiều so với bất cứ điều gì có thể nghĩ ở Nam Levant 5.000 năm trước." Thành phố cuối cùng bị bỏ hoang.

## Bảo tồn
Theo Haaretz, En Esur hiện đang dự kiến sẽ được lát đường theo kế hoạch, trong khi Agence France-Presse đã báo cáo rằng các kế hoạch đường đã thay đổi để bảo vệ khu khảo cổ.